# Handschuh

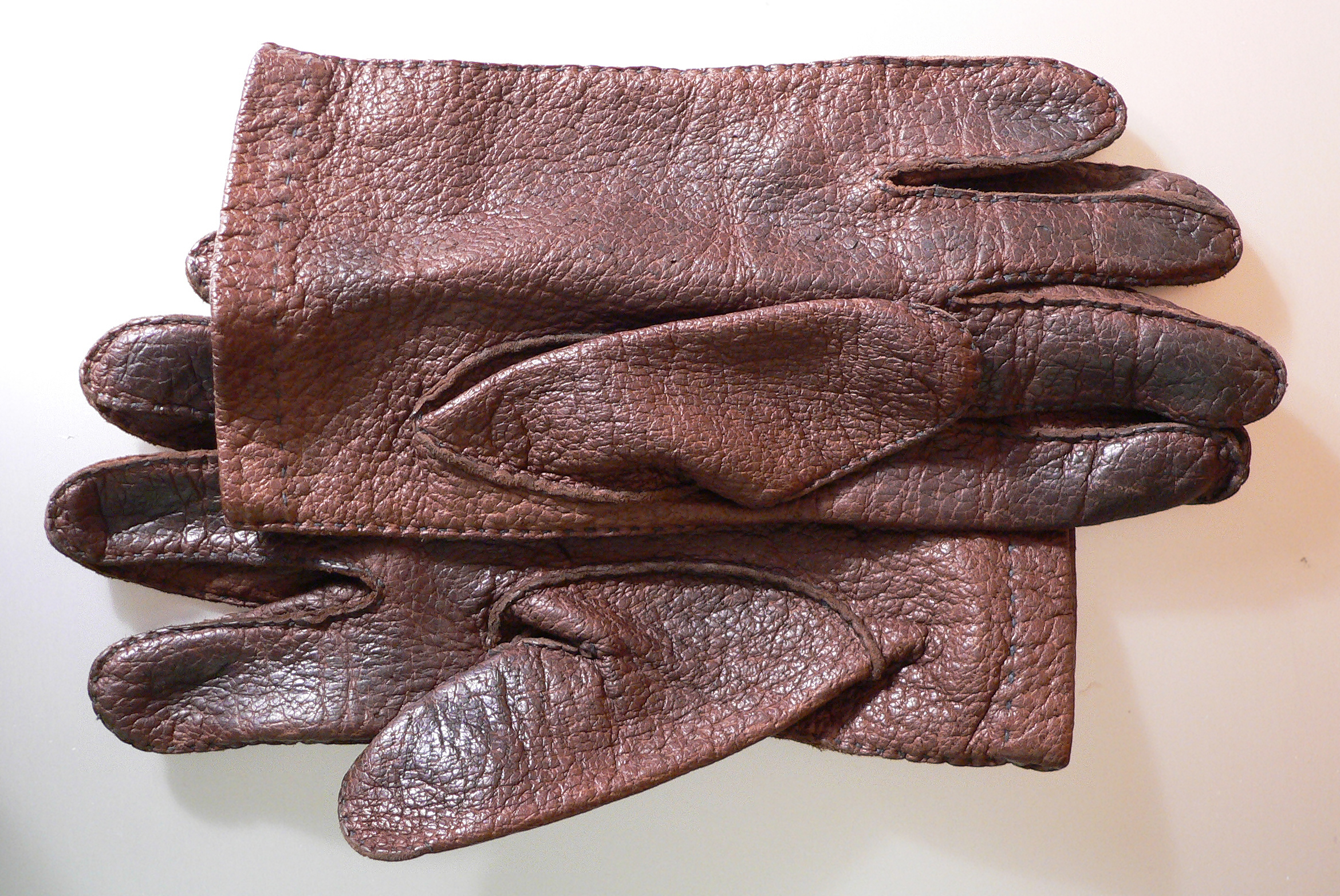
Fingerhandschuhe aus Leder für Herren

Der Handschuh ist ein Kleidungsstück, das die Hand ganz oder teilweise bedeckt, hauptsächlich zum Schutz der Hand des Trägers vor schädlichen Umwelteinflüssen, seltener zum Schutz der Umwelt vor schädlichen Einflüssen durch die Hand.
Die Hand als wichtigstes Arbeitsgerät und „Werkzeug“ des Menschen soll durch Handschuhe nicht nur vor Kälte, Wärme, Reibung und chemischen Einflüssen geschützt werden, sondern auch oft in ihrer Funktionalität verbessert werden.

## Geschichte

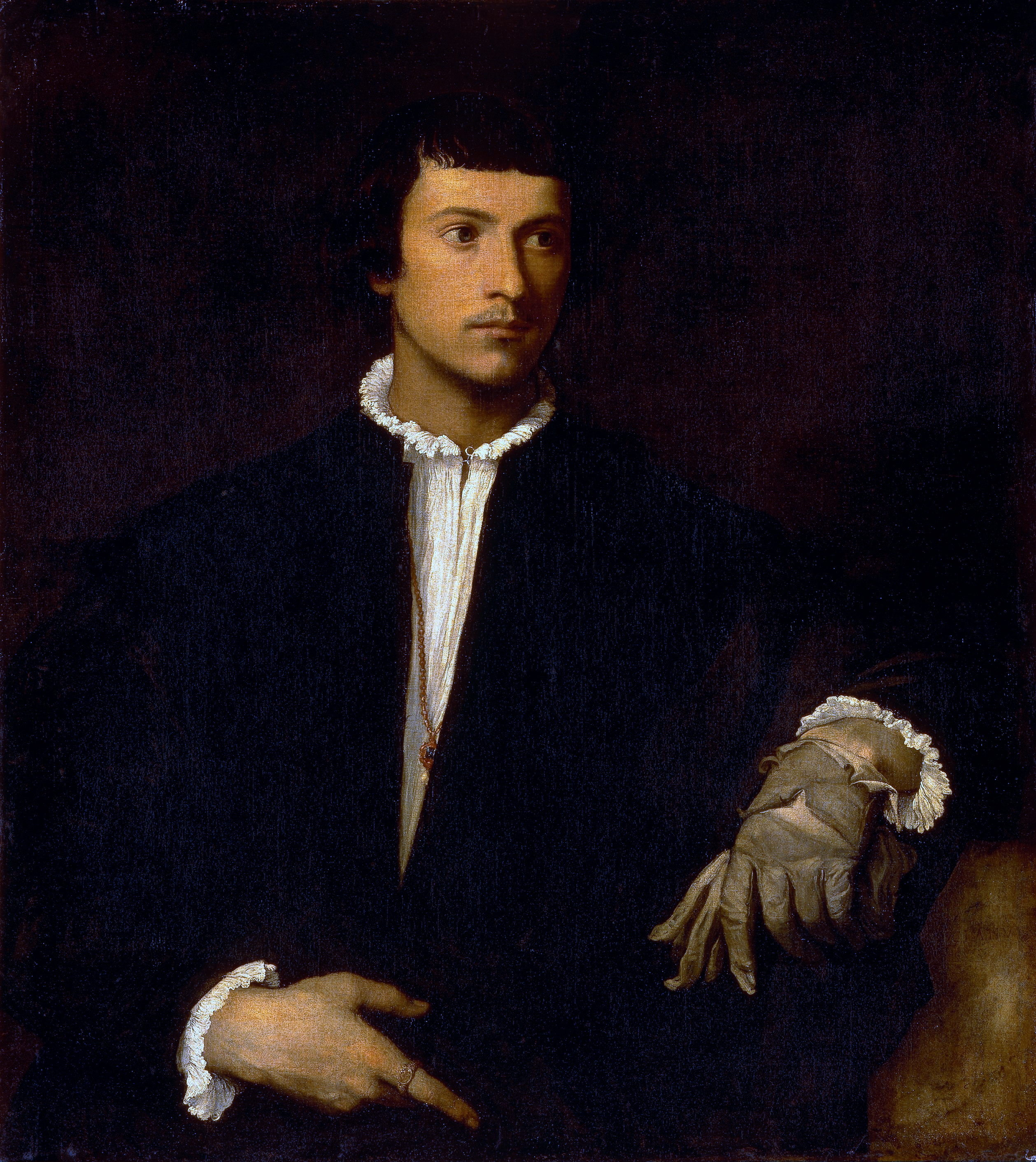
Mann mit dem Handschuh (Tizian; um 1523)

Handschuhe zum Schutz der Hände gegen Kälte gab es schon recht früh. Aus roh zubereiteten Fellen mit Knochenspangen waren sie ein Bekleidungsstück der vorgeschichtlichen Menschen. Bereits die Bibel erwähnt sie im Zusammenhang mit Jakob, als er seinen Bruder Esau um den Segen des Vaters betrog. Die wahrscheinlich erste Nachricht über einen Handschuh findet sich vor etwa 3000 Jahren im vierten Kapitel im Buch Rut. Jedoch waren Handschuhe bei den Juden keine verbreiteten Gebrauchsartikel, sie waren nur Teil des Prunkornats der Könige. 
Ägypter, Meder, Perser, Griechen und Römer bedienten sich des Handschuhs. Griechen und Römer kannten bereits Handschuhe mit und ohne Finger.
Die ursprüngliche Form der Handschuhe war sackartig, erst später kamen Handschuhe mit gesondertem Daumenteil (Fausthandschuhe) und Fingerhandschuhe hinzu. Bereits im alten Ägypten waren Handschuhe in Gebrauch. Die Pharaonen trugen sie als Symbol ihrer herausgehobenen Position. Howard Carter entdeckte 1922 im Grab von Tutanchamun († ca. 1323 v. Chr.) unter anderem 27 Paar Lederhandschuhe.
Alle drei Handschuhformen kannte man bereits in der Antike. Bei den Römern hießen die Fingerhandschuhe Digitales, ohne Finger hießen sie Chirotocae, Winterhandschuhe nannte man Mufsulae, sie waren aus Leinen oder Seide gefertigt. Gegen die Mode des vornehmen Handschuhs eiferte der Philosoph Gaius Musonius Rufus: „Es ist schändlich, dass vollkommen gesunde Personen ihre Hände und Füße mit weichen, haarigen Bedeckungen bekleiden.“ Sie werden in der Odyssee, von Herodot und Xenophon erwähnt. Marcus Terentius Varro nennt Handschuhe in seinem Werk De re rustica. („Oliven, die mit der unbedeckten Hand gepflückt wurden, sind jenen vorzuziehen, die mit dem Handschuh gepflückt wurden.“) Plinius der Jüngere berichtete über seinen Onkel Plinius den Älteren, dass dessen Sekretär und Stenograph Handschuhe trug. Gladiatoren zogen sich für den Kampf Handschuhe über, um ihre eingeölten Gegner besser festhalten zu können.
Auch in anderen Kulturen trug man zum Essen Handschuhe, da Gabeln noch nicht in Gebrauch waren, sie ermöglichten das angenehmere Anfassen heißer Speisen. So benutzten Frauen im Alten Ägypten eine Art Fausthandschuh, um die Hände beim Essen und bei der Arbeit zu schützen. Auch noch im Mittelalter aß man teilweise mit Handschuhen, oft wurden nur eine Art Fingerlinge aus dünnem, feinem Gewebe über die Finger gezogen.
Handschuhe hatten auch symbolische Bedeutung bei rituellen Handlungen, später auch in der katholischen Kirche; im Mittelalter besonders im Lehnswesen. Der Handschuh des christlichen Herrschers wurde beispielsweise als äußeres Zeichen bei der Verleihung des Marktrechtes verwendet. Im Sachsenspiegel, dem bedeutendsten, um 1220 geschriebenen Rechtsbuch des Mittelalters, war festgelegt: „Kein Ort darf einen Markt errichten, es sei denn, der König sende seinen rechten Handschuh als Zeichen des Rechtsbannes und seines Schutzes.“ Sollte im Mittelalter eine Stadt gegründet werden, schickte der Herrscher ein Paar Handschuhe als Zeichen seines Einverständnisses. Von Kaisern, Königen oder geistlichen Würdenträgern erhaltene Handschuhe waren eine besondere Gunstbezeugung. Andererseits war es ein Akt der Huldigung, wenn das Volk oder die Stände dem Regenten Handschuhe überreichten. 
Hingegen war der vor die Füße hingeworfenen Fehdehandschuh eine ausdrückliche Herausforderung zum Duell. Jemandem mit einem Handschuh ins Gesicht zu schlagen war eine große Beleidigung, die ebenfalls gerächt werden musste. Erhielt ein Ritter einen Handschuh von einer Dame überreicht, hatte das eine völlig andere Bedeutung: Es war ein Symbol des Wohlwollens und der Gunst. Der Ritter trug diesen Handschuh dann in einem speziellen Beutelchen um den Hals. Der Handschuh diente auch als Liebespfand zwischen Ritter und Adelsfräulein. Allerdings konnte man die Liebe auch kündigen, indem man ihn zurückwarf, wie Friedrich Schiller es in der Ballade Der Handschuh beschrieben hat.
Die Überreichung eines Handschuhs an einen Ritter (z. B. durch den König) bedeutete, dass er der Vasall der überreichenden Person wurde. Bei den Langobarden wurden der Braut zur Hochzeitszeremonie vom Bräutigam ein Handschuh und ein Schwert als Zeichen der Treue überreicht.
Bischöfe trugen Handschuhe, die mit goldenen Fäden gestrickt waren, während Priester in niederen Rängen nur weiße Handschuhe trugen, die die Reinheit symbolisieren sollten. Anfang des 9. Jahrhunderts setzte die Kirche ihre Autorität unter den Geistlichen bei den Tragevorschriften für Handschuhe durch: Mönchen war es verboten, andere Handschuhe als solche aus Schafleder zu tragen.
Die erste Rechtsurkunde, die einen Handschuh erwähnt, findet sich in Frankreich. Karl der Große gewährte um 790 dem Abt und den Mönchen des Klosters Sithin (jetzt Saint-Omer in Nordfrankreich) das unbeschränkte Jagdrecht, damit sie aus den erlegtem Wild Leder für die Anfertigung von Handschuhen, Gurten und Buchdeckeln haben. Nachdem Äbte und Mönche allgemein solche Handschuhe aus Wildleder trugen, intervenierten die Bischöfe und bestanden auf ihrem exklusiven Privileg für solche Handschuhe. Der Rat von Aachen, unter der Herrschaft von Ludwig dem Frommen, ordnete um 820 an, dass niedere Geistliche keine Wildlederhandschuhe mehr tragen dürfen, sondern nur Handschuhe aus Schaffell.
Im 13. Jahrhundert wurde es Sitte, einer Bittschrift ein Paar Handschuhe beizulegen. Diese wurden vorher mit entsprechenden Geldsummen gefüllt und verliehen der Bitte damit entsprechenden Nachdruck.
Als Artefakte greifbar werden sie erst mit dem Mittelalter, aus dem unter anderem Fehdehandschuhe und metallene Rüstungshandschuhe bekannt sind. Ab dem 8. Jahrhundert war der Handschuh ein Herrschafts- und Rechtssymbol. Um 1000 kamen die ersten Handschuhe für Damen auf; nach anderen Quellen ab dem 12. oder 13. Jahrhundert. Diese waren für gewöhnlich parfümiert, kunstvoll bestickt und oft mit Juwelen und Perlen verziert. Im späten Mittelalter wurde das Kleidungsstück zum Modeartikel der höheren Stände.
Ein roter Handschuh, mit Juwelen verziert, war ein Symbol des Heiligen Römischen Reiches. Richter trugen immer Handschuhe, wenn sie Recht sprachen. Spanische Adlige hatten in Anwesenheit des Papstes oder des Königs nicht das Recht, Handschuhe zu tragen, ebenso nicht in Kirchen, bei Begräbnissen, in Trauerzeiten und bei Zeremonien.
Frühe Handschuhe wurden durch Nadelbindung hergestellt oder aus Leder oder gewebtem Stoff genäht. Die Passform war noch eher schlecht.
Frankreich war die Geburtsstätte der gewerblichen Handschuhfabrikation. Die erste französische Innung für Handschuhmacher entstand 1190; die Hugenotten brachten die Handschuh-Fertigung dann nach Deutschland.
Nach der Eroberung Englands durch die Normannen im 11. Jahrhundert wurden Handschuhe auch dort populär, besonders unter Adligen und Würdenträgern als Statussymbol von Macht und Wohlstand. Im 11. Jahrhundert breitete die Handschuhproduktion in England aus, wo eine der ältesten Handschuhmachergilden entstand. Matthäus Paris berichtete, dass Heinrich II. von England 1189 mit Handschuhen begraben wurde, die er in seiner Hand hielt.
Anfang des 17. bis Ende des 18. Jahrhunderts waren die französischen Meister führend auf dem Handschuhmarkt. Unter dem Einfluss Napoleons öffneten die Franzosen ihre technologischen Geheimnisse für das restliche Europa. Von Grenoble aus verbreitete sich die Handschuhproduktion Ende des 17. Jahrhunderts nach Deutschland, Zentren waren Magdeburg, Halberstadt und Erlangen. Später wurden auch Wien, Prag, Berlin, Chemnitz, Dresden und Altenburg dafür bekannt. In Sachsen wurden große Mengen gestrickter Handschuhe hergestellt.

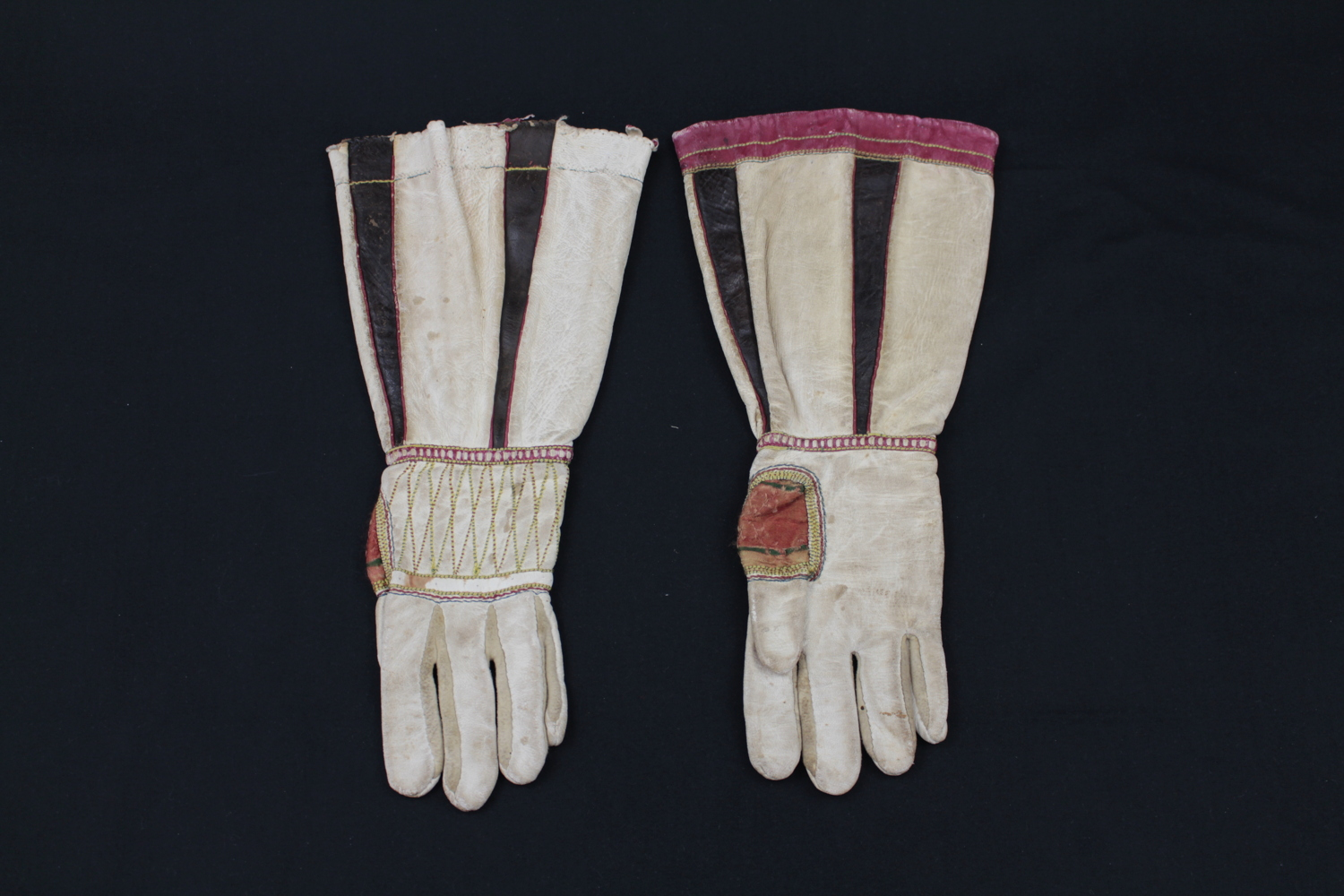
Schwedische Brauthandschuhe aus weißem Leder aus dem 17. Jahrhundert.

Noch im 10. und 11. Jahrhundert gehörte das Handschuhmachergewerbe in Österreich zur Kürschner- und Rüstzeuginnung. Erst im 14. Jahrhundert schlossen sich die Handschuhmacher zu einer selbständigen Gilde zusammen.
Im 13. Jahrhundert kamen gestrickte Handschuhe auf. Aus dem 17. Jahrhundert sind sehr fein gearbeitete und mit Stickerei und Pailletten verzierte Modelle erhalten. Die kostbarsten Stücke stammen aus der irischen Stadt Limerick. Sie wurden aus der Haut ungeborener Schafe genäht („Jungfernpergament“). Lederhandschuhe wurden zum Teil parfümiert, wahrscheinlich, um den Gerbgeruch zu überdecken.
Nach Deutschland und Skandinavien kamen Handschuhe im 13./14. Jahrhundert. Bis Anfang des 18. Jahrhunderts sieht man sie recht häufig auf Abbildungen, getragen von Männern und Frauen, danach bis um 1800 nur noch selten. 
Medizinische Schutzhandschuhe wurden 1758 erstmals beschrieben.
Erst mit der kurzärmeligen Mode von Directoire und Empire gewannen lange, bis zum Oberarm reichende Damenhandschuhe wieder an Bedeutung und blieben bis zur Mitte des 20. Jahrhunderts für Ballgarderobe quasi verpflichtend. Im 19. Jahrhundert waren die Handschuhe auch für Männer wieder ein modisches Muss. Sie wurden Teil von Berufsuniformen (Kutscher, Chauffeur, Diener, Kellner, Bestatter etc.). Eine Neuerung des 19. Jahrhunderts waren Halbhandschuhe, die die Fingerspitzen unbedeckt ließen. 
Ab Ende des 19. Jahrhunderts war eine Dame ohne Handschuh nicht ordnungsgemäß bekleidet. Der Herr trug ebenfalls stets Handschuhe und Stock. Es war nicht schicklich, die Handschuhe mit Hilfe der Zähne auszuziehen, ebenso gehörte es sich nicht, mit angezogenem Handschuh jemandem die Hand zu geben oder etwas mit der behandschuhten Hand zu greifen. Zum Essen und Kartenspielen wurden die Handschuhe ausgezogen. Damen durften ihre Abendhandschuhe während eines Balls auf keinen Fall ausziehen. Für den Fall, dass die Handschuhe zu Schaden kamen, nahm man ein Paar Ersatzhandschuhe mit. Auch war nicht schicklich, sich die Handschuhe in aller Öffentlichkeit anzuziehen. Die Ringe wurden über den Handschuhen getragen, was das Ausziehen umständlicher machte.
Oft wurden die Handschuhe von den Herren jedoch nur in der Hand gehalten. Im 19. Jahrhundert gab es die Regel, dass ein wahrer Gentleman seine Handschuhe sechsmal am Tag wechselt. Auch die Damen zogen sich mehrmals am Tag frische Handschuhe an.
1807 erfand James Winter aus Stoke-sub-Hamdon in der Grafschaft Somerset eine Vorrichtung, in die die Handschuhe bei der Herstellung eingespannt wurden. Sein gloving donkey revolutionierte die Handschuhproduktion. Die Arbeit ging jetzt schneller und die Nähte wurden gleichmäßiger. Da zu dieser Zeit alle Handschuhe von Hand gearbeitet wurden, war eine gleichmäßige Naht ein wichtiges Qualitätsmerkmal.
In den 1930er Jahren gehörte ein langer Handschuh zum Charlestonkleid ebenso wie die Zigarettenspitze und hohe Stöckelschuhe. Weiße Handschuhe wurden früher auch von Verkehrspolizisten getragen, die als Verkehrsposten den Verkehr auf Kreuzungen regelten. Ein Kostüm von Coco Chanel, das ab Mitte der 1950er Jahre in Mode kam, war ohne Handschuhe kaum denkbar.

## Materialien und Herstellung

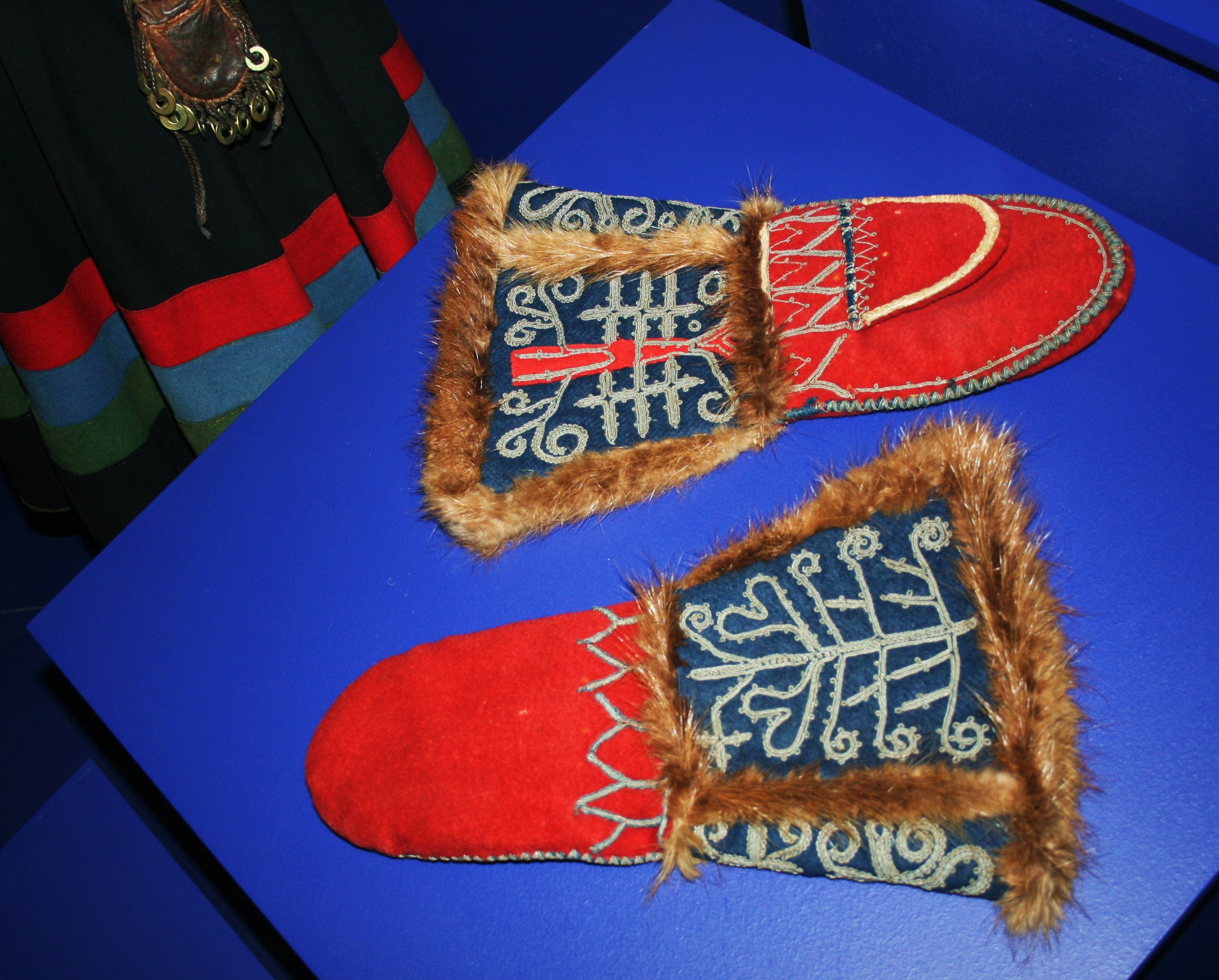
Fell-Fäustlinge der Samen, Lappland

Mit der Herstellung von Handschuhen können je nach verwendetem Material unterschiedliche Berufe befasst sein. Leder- und Pelzhandschuhe werden vom Handschuhmacher hergestellt (in Sachsen auch als Beutler und in Bayern auch als Säckler bezeichnet), Pelzhandschuhe außerdem auch vom Kürschner. In Berlin gab es „französische Handschuhmacher“, diese waren nur für das Färben und Zuschneiden des Leders zuständig, nicht jedoch für das Nähen. Genäht wurden die Lederhandschuhe von Hand oder auf einer Handschuhsteppmaschine.
Handschuhe aus Textilien wurden vom Handschuhmacher oder Hutstaffierer gearbeitet, wohingegen gewirkte, gestrickte oder gewalkte Handschuhe vom Strumpfwirker oder Strumpfstricker angefertigt wurden.
Handschuhe werden aus den verschiedenen Materialien hergestellt:
- Leder (genarbtes oder glattes Leder, Hirschleder, Nappaleder, Rinds- oder Kalbleder, Schlangenleder, Schweinsleder, Straußenleder, Ziegenleder, Gämsleder, Büffelleder, Känguruleder, Peccaryleder, Pferdeleder, im Mittelalter auch Hundsleder)
- textiles Material wie Baumwolle, Wolle, Seide, Fleece, imprägniertes Segeltuch
- synthetische Materialien (Kunstleder, Gummi, Latex, Netz, Nitril, Nylon oder Tüll/Spitze).

Das Innenfutter von Handschuhen wird sehr oft aus Baumwolle oder anderen schweißabsorbierenden Stoffen gefertigt. Daneben gibt es wärmende Handschuhe mit einem Woll- oder Pelzfutter oder ganz aus Pelz gearbeitet (Lammfell, Kaninfell, Zickelfell, regional auch Rentierfell und andere).
Ergonomisch geschnittene Handschuhe haben für die linke und rechte Hand eine unterschiedliche Passform, sie sind spiegelsymmetrisch (gegengleich) zueinander. Lediglich bei sehr einfachen Handschuhmodellen von Fausthandschuhen, gestrickten Fingerhandschuhen sowie bei Einmalhandschuhen ist es üblich, dass es nur eine einzige Handschuhform für die rechte und linke Seite gibt, da die Elastizität des Materials ein beidseitiges Tragen der Handschuhe ermöglicht („beidhändig tragbar“, „für die linke und rechte Hand passend“, „beidseitige Passform“; engl. ambidextrous).
Handschuhspanner halten den Handschuh in Form, analog zu Schuhspannern. Auch über Kettenhandschuhe werden Handschuhspanner gezogen, damit diese nicht verrutschen.
Damit Handschuhe nicht verloren gehen, werden besonders Kinderhandschuhe und Babyhandschuhe oft mit einer Schnur miteinander verbunden, die durch die Ärmel des Mantels oder der Jacke geführt wird. Sporthandschuhe haben manchmal kleine Karabinerhaken, mit denen sie paarweise aneinander befestigt werden können. Es gibt auch mit Klettband versehene Handschuhe, die sich an ein Klettband des Ärmels heften lassen. Bei anderen Modellen kann der Handschuh mit Hilfe von zwei bis drei Druckknöpfen an der Ärmelmanschette befestigt werden.

## Maße
Zur Bestimmung des Handschuhmaßes wird der Umfang der Hand an der breitesten Stelle abgemessen. Der Daumen wird dabei nicht mitgemessen. In der nachfolgenden Tabelle kann die Handschuhgröße abgelesen werden. Handschuhgrößen sind nicht genormt. Die angegebenen Größen sind Richtwerte und können sich je nach Hersteller unterscheiden.
| Handumfang in cm | Größe | Kinder | Damen | Herren |
| ---------------- | ----- | ------ | ----- | ------ |
| 12,00            | 1     |        |       |        |
| 13,00            | 2     | XS     |       |        |
| 14,00            | 3     | XS     |       |        |
| 14,50            | 3,5   | S      |       |        |
| 15,00            | 4     | S      |       |        |
| 15,50            | 4,5   | M      | XS    |        |
| 16,00            | 5     | M      | XS    |        |
| 16,50            | 5,5   | L      | S     |        |
| 17,00            | 6     | L      | S     | XS     |
| 18,00            | 6,5   | XL     | M     | XS     |
| 19,00            | 7     | XL     | M     | S      |
| 20,50            | 7,5   |        | L     | S      |
| 22,00            | 8     |        | L     | M      |
| 23,00            | 8,5   |        | XL    | M      |
| 24,00            | 9     |        | XL    | L      |
| 26,00            | 9,5   |        |       | L      |
| 27,00            | 10    |        |       | XL     |
| 28,00            | 10,5  |        |       | XL     |
| 29,00            | 11    |        |       | XXL    |

## Arten von Handschuhen

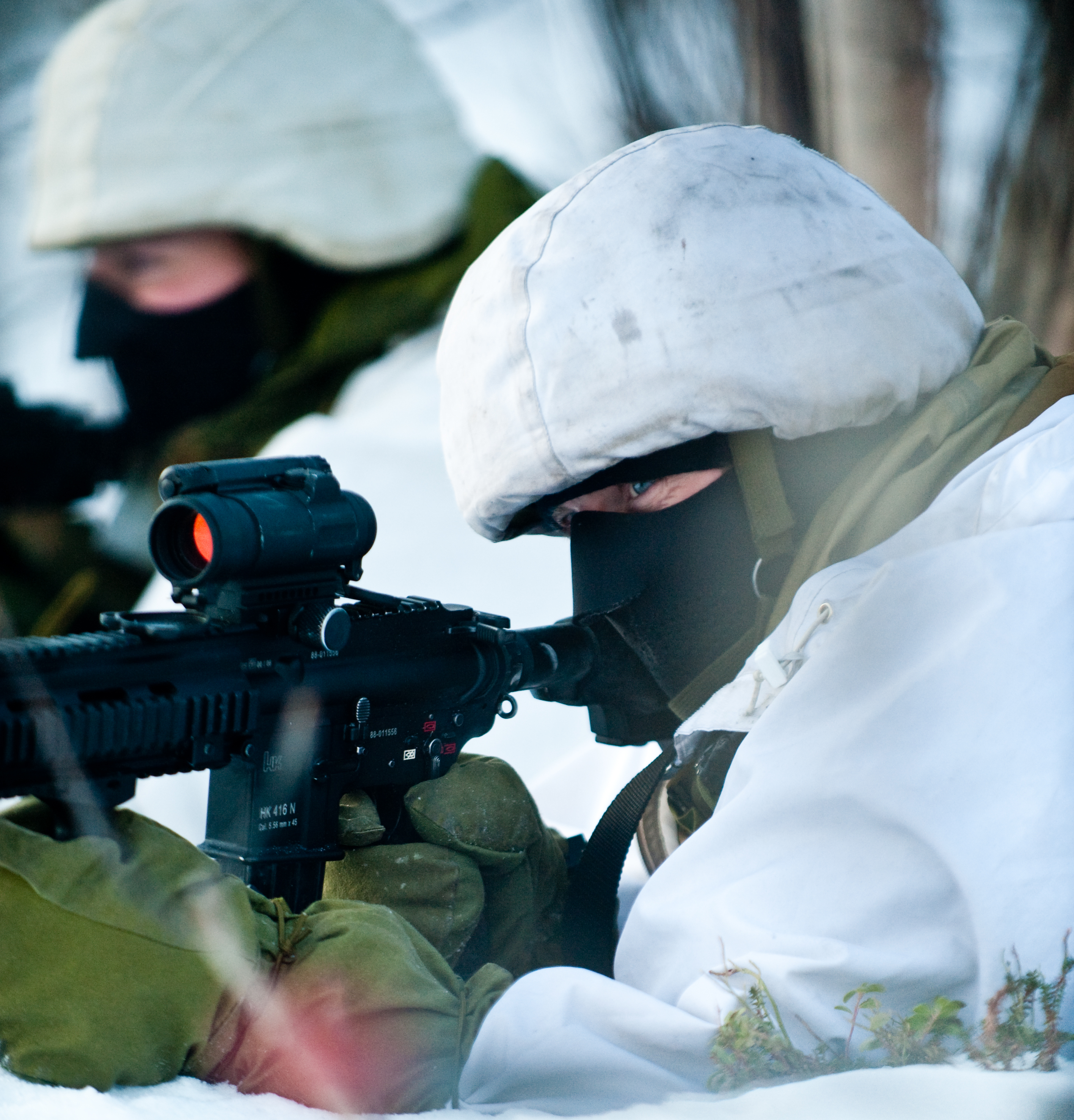
Norwegischer Soldat benutzt Drei-Finger-Handschuhe, um seine Waffe bedienen zu können

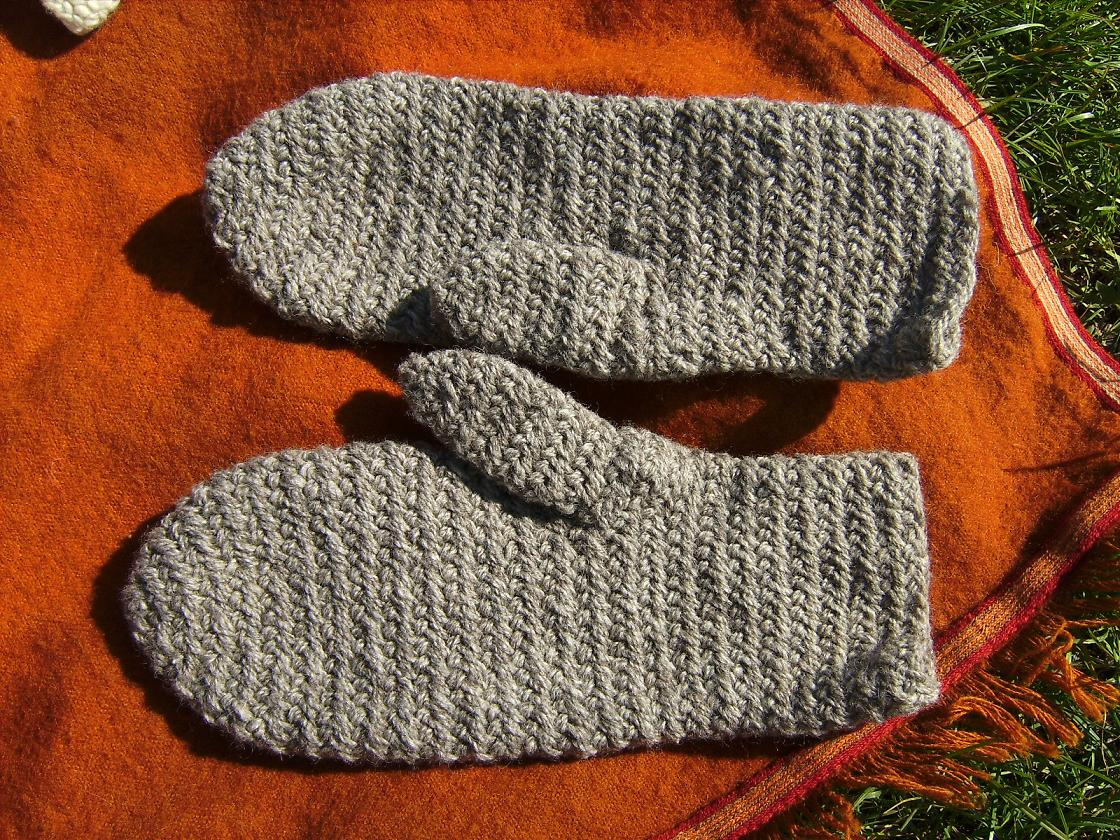
Fäustlinge

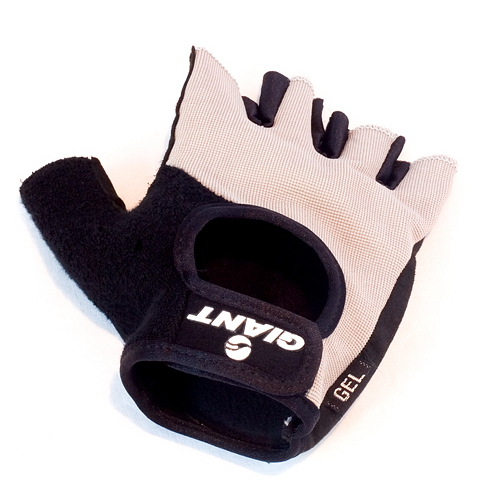
Halbhandschuhe, hier Radrennhandschuh

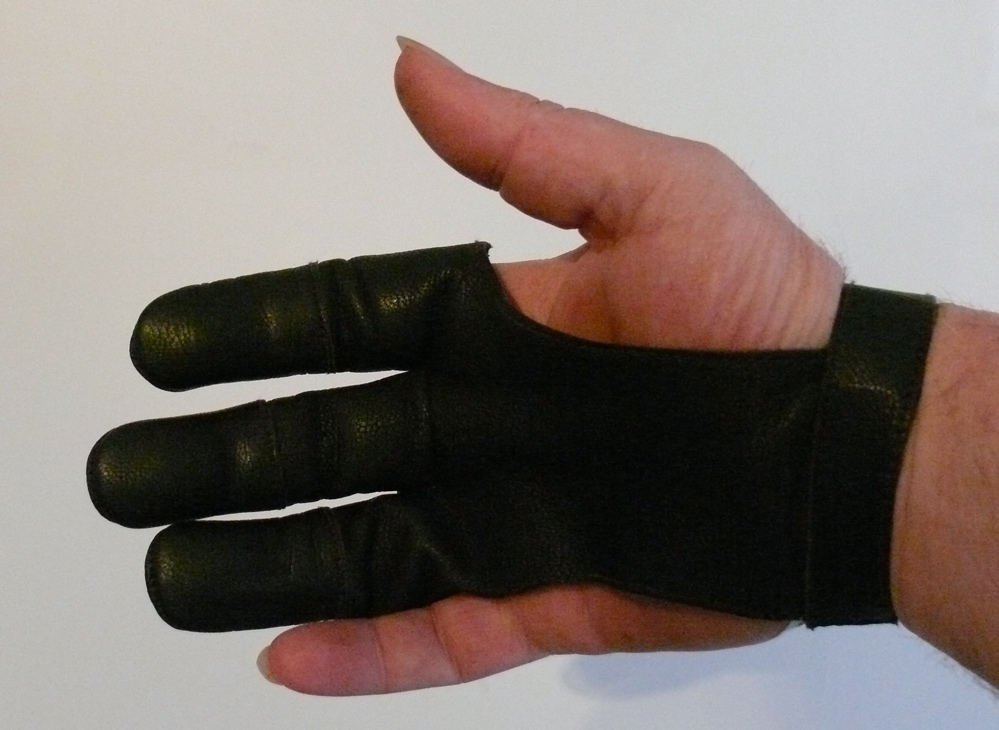
Bogenschießhandschuh als Dreifingerhandschuh

### Unterscheidung nach Form
Nach der Form der Handschuhe unterscheidet man:
- Fingerhandschuhe mit einem separaten Futteral pro Finger
  - Drei-Finger-Handschuh (manchmal auch Mehrfingerhandschuh genannt) gibt es in den Versionen 1+1+3 (Daumen, Zeigefinger, Mittelfinger + Ringfinger + kleiner Finger), 1+2+2 (Daumen, Zeigefinger + Mittelfinger, Ringfinger + kleiner Finger) und 1+3+1 (Daumen, Zeigefinger + Mittelfinger + Ringfinger, kleiner Finger). Auch die Bezeichnung Zweifingerhandschuh (2×2 Finger) ist gebräuchlich, wobei der Daumen bei der Zählung nicht berücksichtigt wird.
- Fausthandschuhe oder Fäustlinge, bei welchen die Finger außer den Daumen in einem gemeinsamen Innenraum zusammen umschlossen werden.
  - Klappfäustling (synonym: 2-in-1-Handschuh oder 2+1-Handschuh, Fingerfäustling, selten Überstülper-Handschuh), ein Fingerhandschuh mit einem Fäustling-Überzug zum Wegklappen (eine Mischform zwischen Fingerhandschuh und Fausthandschuh); so können bei Bedarf die Fingerspitzen frei gemacht werden (z. B. Jägerhandschuhe)
  - Fäustlinge mit Reißverschluss an der Seite (z. B. für Biathlon)
- Halbhandschuhe (franz. mitaine – siehe Pulswärmer), Kurzfingerhandschuhe oder fingerfreie bzw. fingerlose Handschuhe: Fingerhandschuhe mit offenen Fingerenden, die nur die Fingerspitzen/Fingerkuppen frei lassen.
- Stulpenhandschuhe, deren lange Stulpen besonders das Handgelenk und den Unterarm schützen.

### Unterscheidung nach Schutzzweck
Schutzhandschuhe sind gemäß der Europäischen Richtlinie für Persönliche Schutzausrüstung (Richtlinie 89/686/EWG) ebenso wie andere Persönliche Schutzausrüstung in drei Kategorien eingruppiert. Handschuhe der ersten Kategorie sind für geringe Risiken zu verwenden; in diese Kategorie fallen einfach gebaute Handschuhe wie Garten- oder Spülhandschuhe. Schutzhandschuhe der zweiten Kategorie werden bei mittleren Risiken, die reparable Schäden verursachen, eingesetzt. Die komplex gebauten Handschuhe der dritten Kategorie werden im Umgang mit Chemikalien, Strahlung, Hitze > 100 °C und Kälte < −50 °C benutzt. Hier geht man davon aus, dass ein auftretender Schaden ohne Schutzhandschuhe irreversibel bzw. tödlich ist.

#### Thermischer Schutz

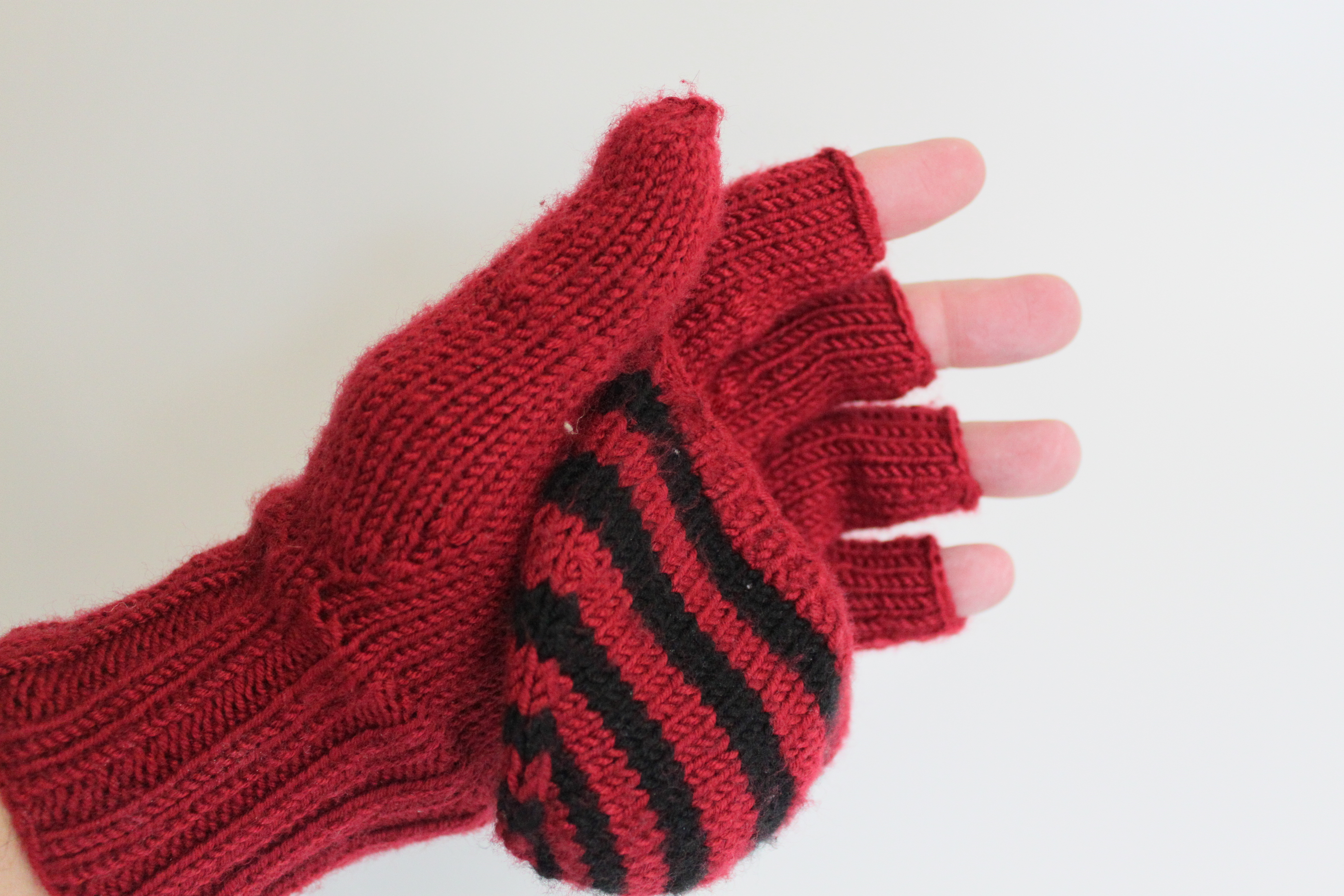
Klappfäustling

Die thermische Schutzfunktion der Handschuhe soll den Temperaturkomfort für die Hand verbessern bzw. die Hand vor Erfrierungen oder Verbrennungen schützen. Da Finger nur von einem kapillaren Endstromgebiet ohne Anastomosen durchströmt werden, sind sie besonders anfällig für Erfrierungen. Auch wenn keine Erfrierung auftritt, wird die Hand durch Kälteeinwirkung und dadurch hervorgerufene Durchblutungsstörungen bereits in ihrer Greifkraft und Sensibilität beeinträchtigt.

Handschuhe zum Schutz vor Chemikalien

Damit solche Handschuhe gut wärmen, sind sie oft besonders dick. Wichtig ist auch, dass die Handschuhe auf keinen Fall zu eng sitzen, weil das sonst die Durchblutung stören und damit doch noch zu kalten Fingern führen würde. Oft sind moderne Handschuhe zum thermischen Schutz in mehreren Lagen gearbeitet, um nach dem Zwiebelschalenprinzip besser zu wärmen. Eigentlich wärmen solche Handschuhe nicht, sondern sie isolieren gegen den Wärmeverlust. Gelegentlich wird auch eine windundurchlässige Schicht als Windstopper eingearbeitet.
Fausthandschuhe (Synonym: Fäustlinge) schützen im Allgemeinen besser vor Kälte als Fingerhandschuhe. Durch ihre wesentlich geringere Oberfläche strahlen sie wesentlich weniger Wärme ab. Außerdem ist der isolierende Luftraum im Handschuh größer und die Finger können sich gegenseitig wärmen.
Viele Handschuhe bestehen aus einem Innen- und Außenhandschuh. Der Innenhandschuh liegt entsprechend eng an der Haut, um so die Hitzewirkung zu verstärken.
Genauso werden Handschuhe zum Schutz vor Hitze eingesetzt, zum Beispiel Handschuhe für Feuerwehrleute. Diese bestehen häufig aus Materialien wie Nomex oder Kevlar.
Beispiele:
- Jägerhandschuhe, oft mit klappbarem Fäustlingsteil (Klappfäustling)
- Topfhandschuhe, auch als Topflappen-Handschuh, Grill- und Backofenhandschuh oder Kochhandschuh bezeichnet; relativ neu sind Topfhandschuhe aus Silikon.

#### Mechanischer Schutz
Handschuhe für mechanischen Schutz sollen Verletzungen wie Blasen, Schwielen, Abschürfungen, Schnitte und Stiche vermeiden. Diese Handschuhe sind meist Fingerhandschuhe, um die unabhängige Beweglichkeit der einzelnen Finger bei der Arbeit zu gewährleisten. Im professionellen Bereich kommt als Basismaterial meist Leder, häufig auch Aramide (Kevlar oder Twaron) oder Mischungen mit Stahlfasern zum Einsatz.
Beispiele:
- Gartenhandschuhe aus Stoff, eventuell mit Gumminoppen für einen besseren Griff
- Metzgerhandschuhe aus metallenen Kettengliedern
- Schnittschutzhandschuhe aus Kevlar
- Kampfhandschuhe wie Panzerhandschuhe („Ritterhandschuhe“), die zur mittelalterlichen Ritterrüstung gehörten, und Panzerhandschuhe; heute in Faustkämpfen schlagkraftverstärkende, gepolsterte Quarzsandhandschuhe (Schlaghandschuhe; engl. weighted-knuckle gloves oder SAP combat gloves)

#### Chemischer Schutz

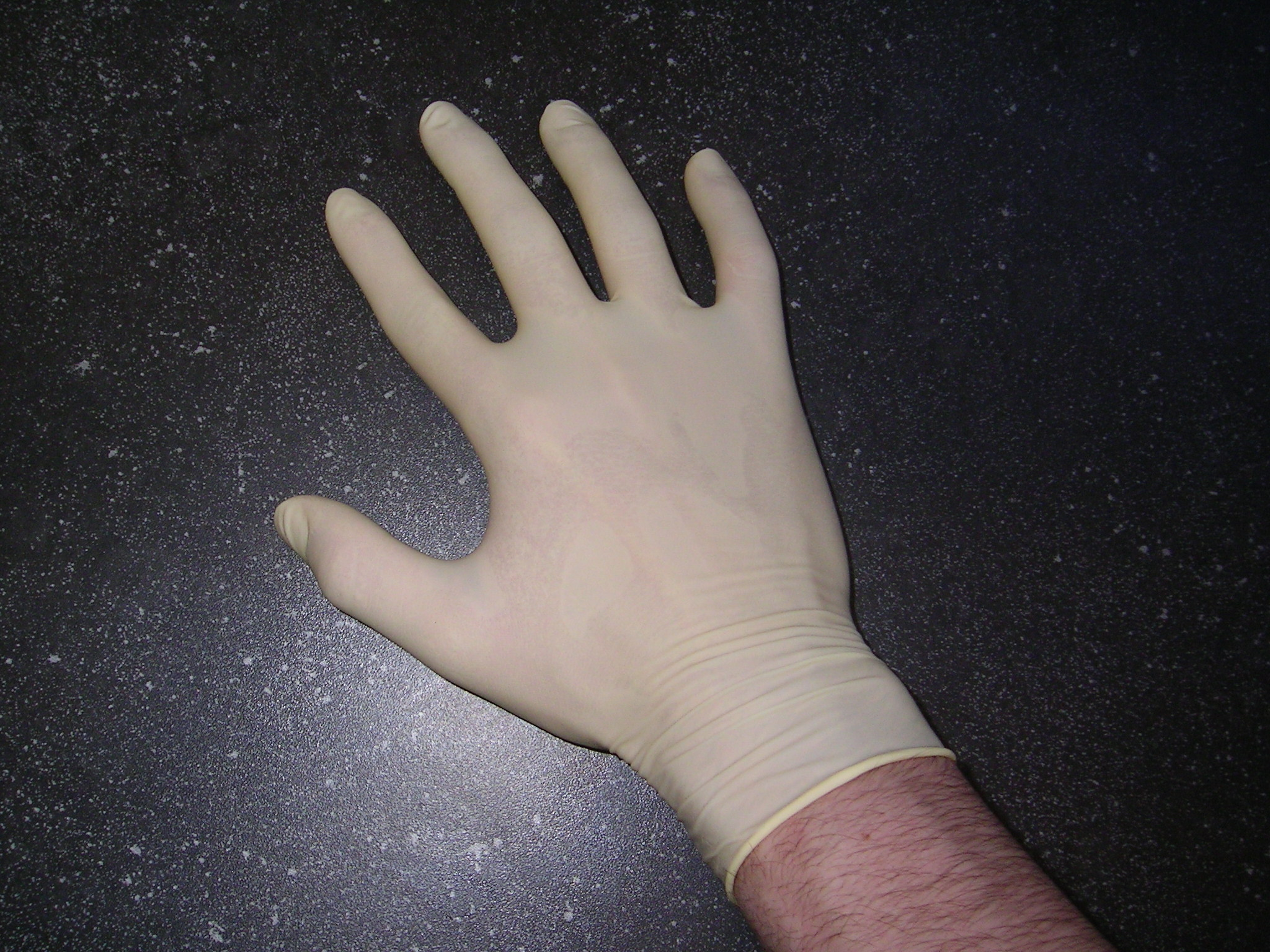
Einmalhandschuh zum Schutz vor Infektionen

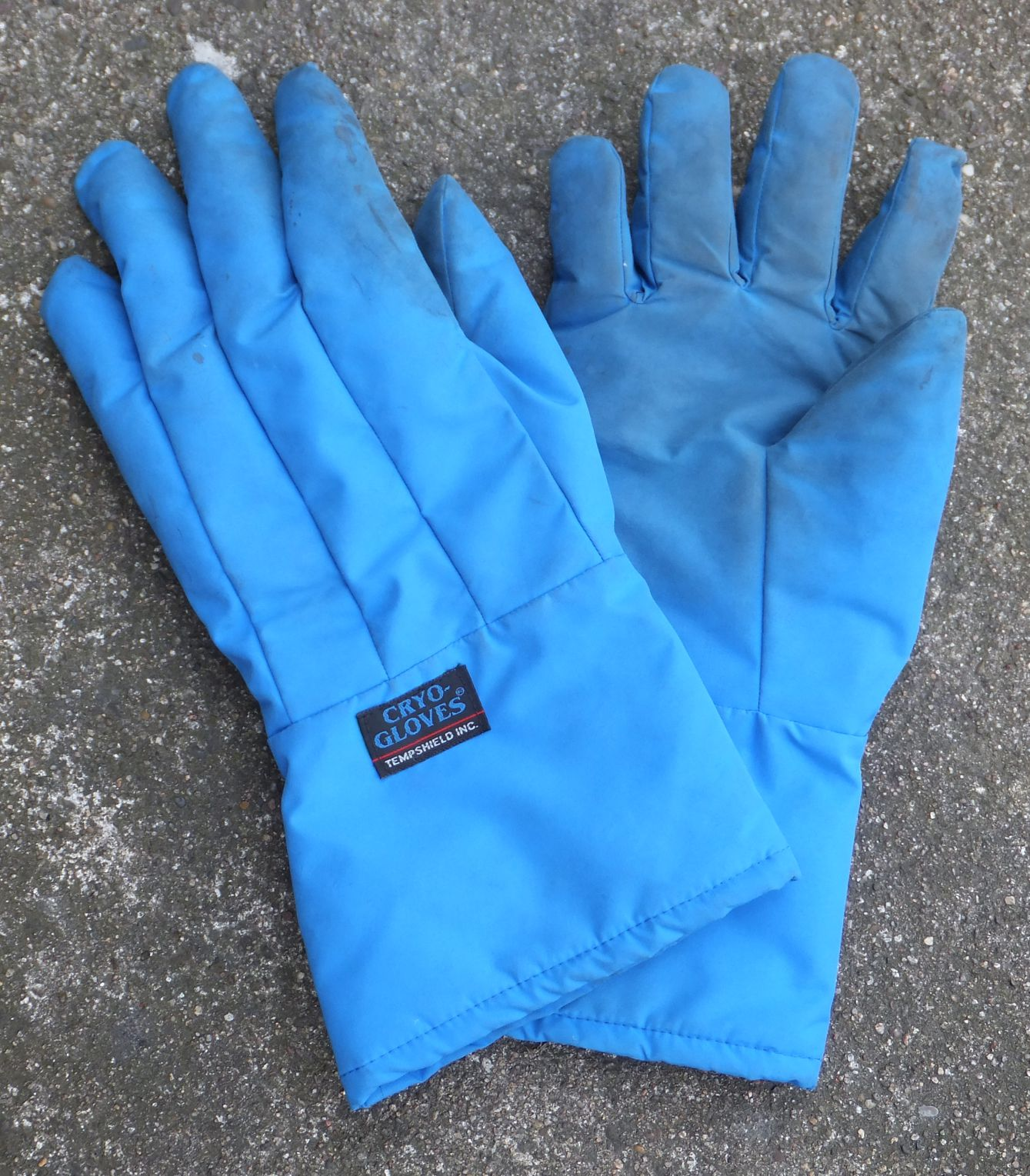
Tieftemperatur-Handschuhe für Arbeiten mit verflüssigten Gasen

Handschuhe dieser Gruppe sollen eine für Chemikalien undurchlässige Schranke bilden, aber den Fingern größtmögliche Bewegungsfreiheit bieten. Chemikalienschutzhandschuhe bestehen unter anderem aus Nitrilkautschuk, Neopren, Polyvinylchlorid oder Polyvinylalkohol.
Umgekehrt schützen Handschuhe Gegenstände vor Fingerabdrücken oder den korrosiven Ausscheidungen der Haut.

#### Infektionsschutz

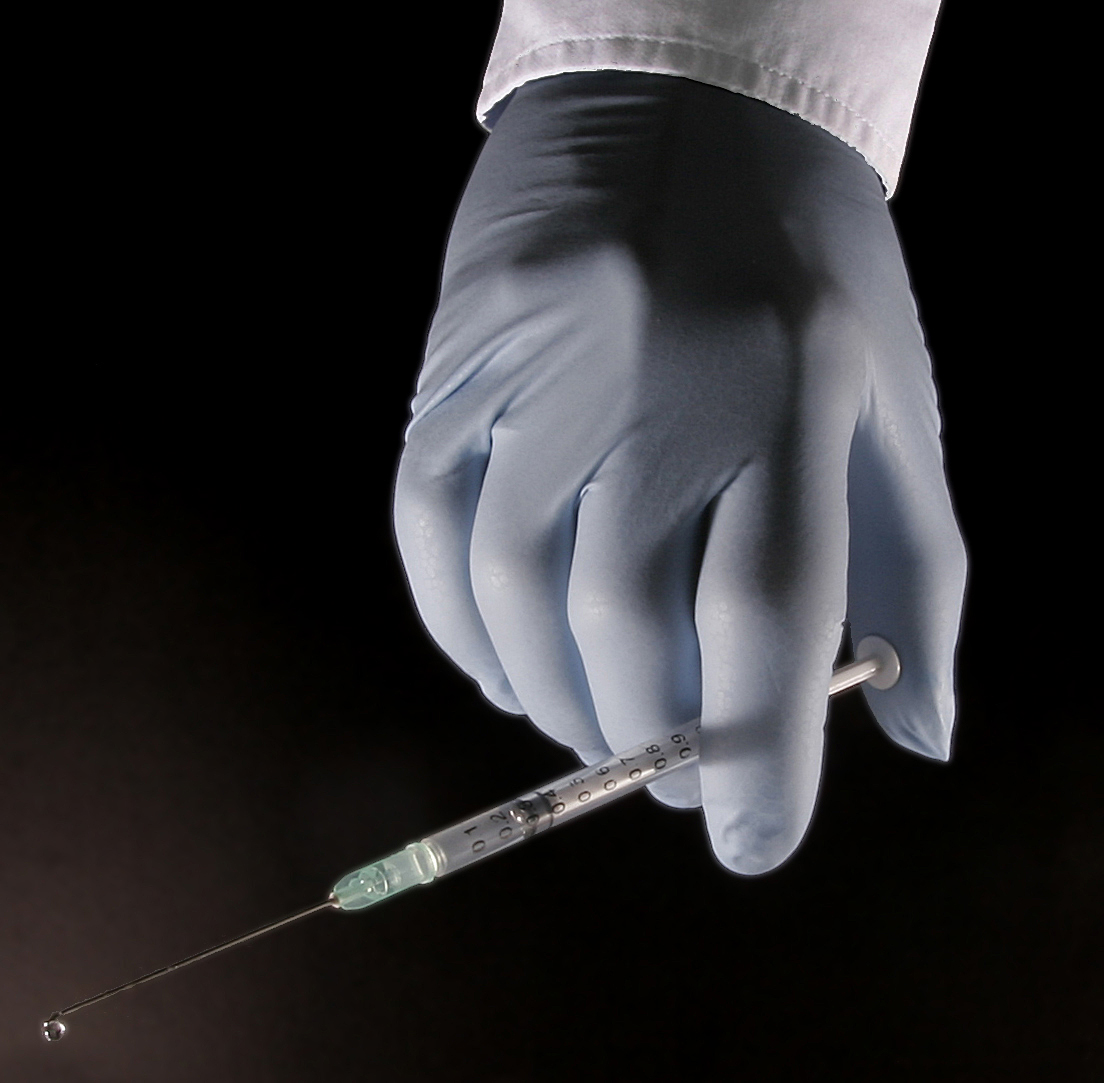
Ein allergenfreier Untersuchungshandschuh aus Nitrilkautschuk

Diese Handschuhe sollen dem Träger bzw. dessen Umwelt größtmöglichen Schutz vor Keimen bieten und die Beweglichkeit und den Tastsinn möglichst wenig beeinträchtigen. Diese Einmalhandschuhe gibt es steril paarweise abgepackt und unsteril in Großpackungen. Sie bestehen meist aus möglichst dünnem Gummi (Latexhandschuhe), Nitril oder Vinyl (Vinylhandschuhe). Eine Sonderform sind fest in einem Handschuhkasten integrierte Handschuhe.

### Unterscheidung nach Verwendung

#### Sport

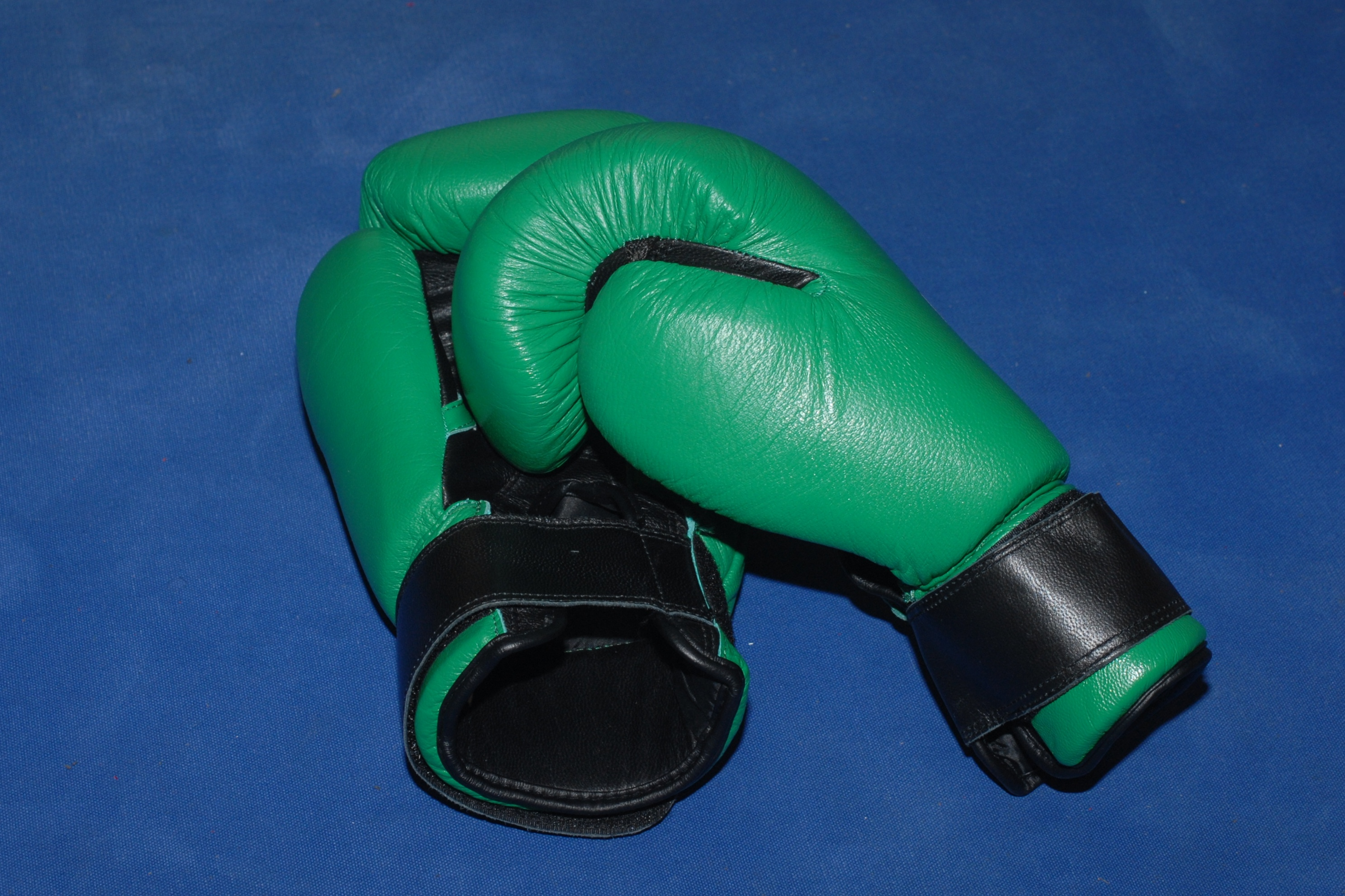
Boxhandschuhe

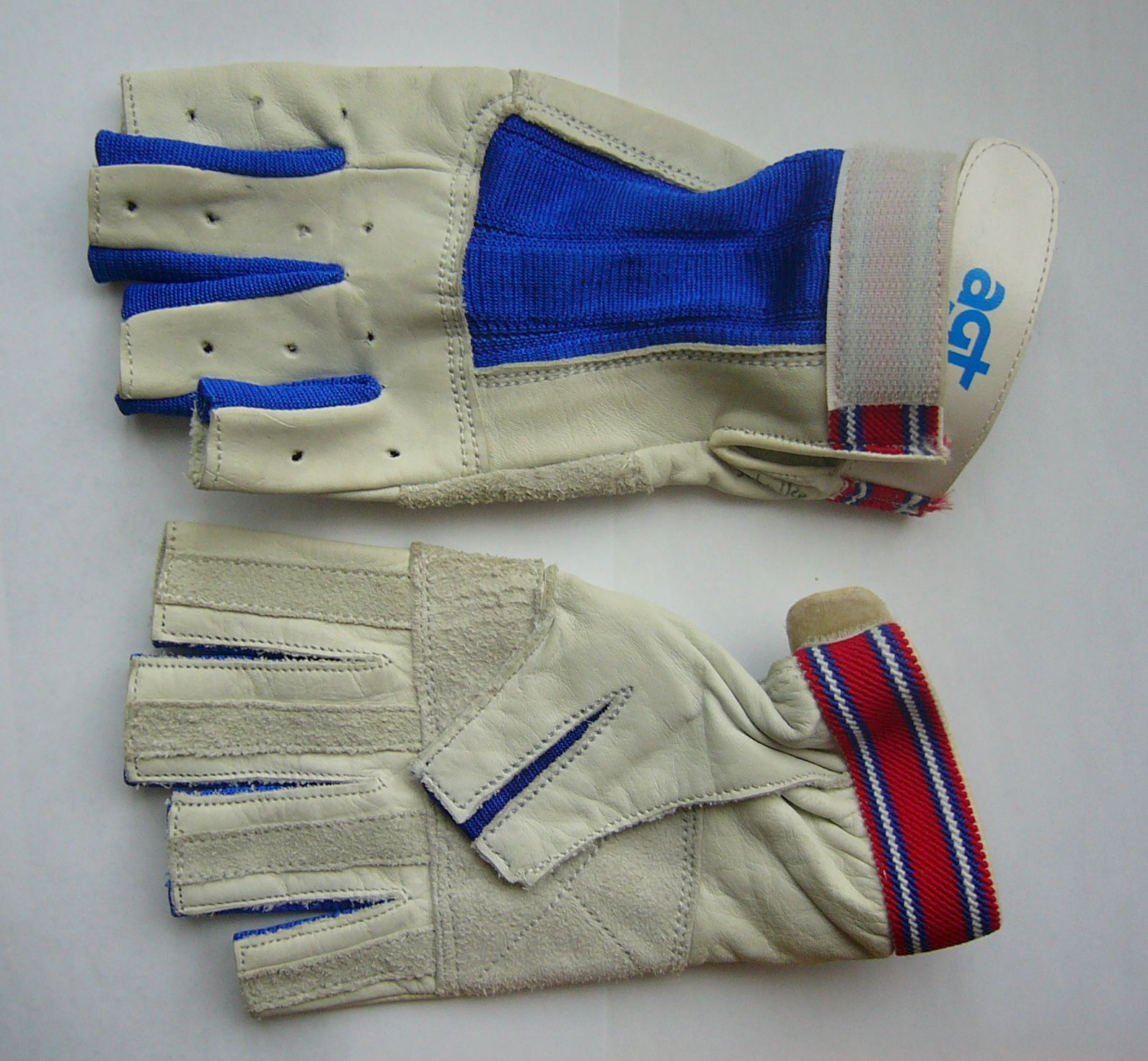
Seglerhandschuhe mit Schichteln (Bereiche zwischen den Fingern) aus anderem Material

- Baseballhandschuhe zum Fangen des Balls beim Baseball
- Bogenhandschuhe für das Bogenschießen wie die japanischen Yugake schützen den Handrücken, Daumen und Zeigefinger der bogenhaltenden Hand vor Verletzungen durch Holzsplitter. Die Finger der sehnenziehenden Hand sind entweder durch Drei-Finger-Handschuhe, die Daumen und den kleinen Finger freilassen (engl. skeleton glove), oder durch full gloves geschützt.
- Boxhandschuhe werden unterteilt in Wettkampfhandschuhe, Sparringhandschuhe (Trainingshandschuhe) und Schlaghandschuhe (für schweres Sack- und Pratzentraining).
- Fahrerhandschuhe sind nur noch im Automobilsport üblich und bestehen aus Textil und sind meist auch feuerbeständig, um die Hände des Fahrers im Brandfall zu schützen.
- Fahrradhandschuhe
- Fechthandschuhe schützen die Waffenhand vor verirrten (beim Florett) oder absichtlichen Treffern (bei Degen und Säbel)
- Kajakhandschuhe
- Motorradhandschuh mit Knöchelschutz aus Kohlenstofffaser, so sind die Knöchel gegen Sturzfolgen gepolstert.
- Reithandschuhe sind so geschnitten, dass der Daumen für das korrekte Halten der Zügel ohne Anstrengung oder Anspannung auf die geschlossene Faust gelegt werden kann.
- Schießhandschuh oder Abzugshandschuh (1+1+3-Handschuhe) zum Halten und Benutzen von Faustfeuer- und Handfeuerwaffen. Meist hat er einen abklappbaren Handschuhfinger für Zeigefinger und Daumen, um ein gutes Griffgefühl für ein sicheres Schießen und Nachladen zu ermöglichen. Manchmal sind die Handschuhfinger am Schießhandschuh nicht zum Aufklappen, sondern der Handschuhfinger für den Zeigefinger ist lediglich extra dünn gefüttert, damit er zum Schießen ein ausreichendes Tastgefühl hat.
- Surfhandschuhe sind meist aus Neopren und haben bei manchen Modellen eine freiliegende Innenflächen, um der Hand ein direktes Gefühl am Gabelbaum zu ermöglichen.
- Segelhandschuhe
- Im Tauchsport schützt der Taucherhandschuh oder Trockenhandschuh vor Kälte und dem Wassereinbruch in den Trockentauchanzug.
- Torwarthandschuhe z. B. beim Fußball

#### Arbeit und Beruf

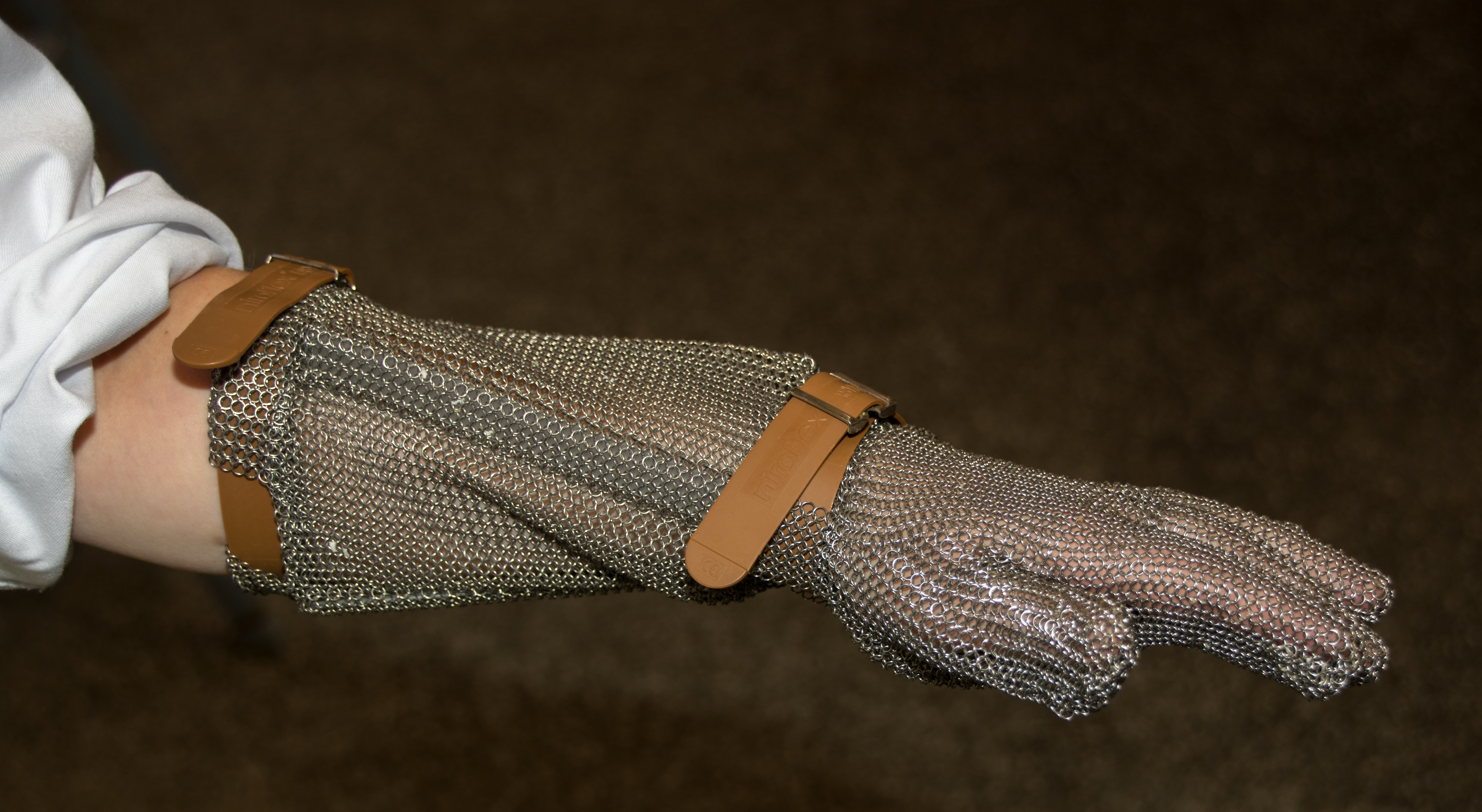
Schnittschutzhandschuh für Fleischer

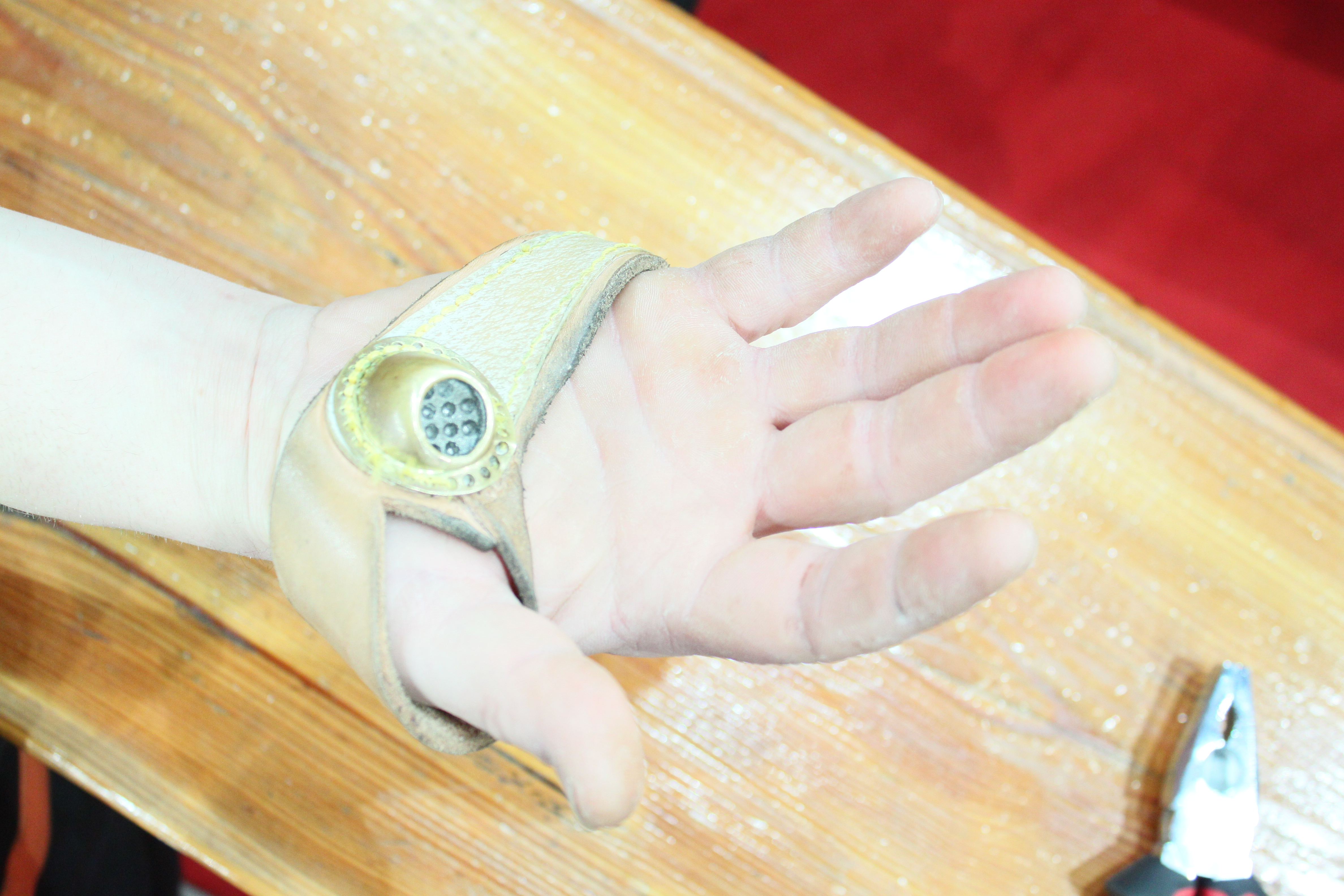
Segelmacherhandschuh

- Antistatikhandschuhe oder ESD-Handschuhe (engl. electrostatic discharge) als Elektrikerhandschuh gegen hohe Spannungen, bei niedrigen Spannungen beispielsweise für die Montage mikroelektronischer Bauteile als Schutz gegen elektrostatische Entladung. Solche Handschuhe bestehen aus Gummi oder aber aus Polyamid, das mit Kohlenstofffasern durchwebt ist. Eventuell sind die Fingerkuppen und/oder Handflächen dieser Handschuhe zusätzlich mit Polyurethan beschichtet. Auch Bombenentschärfer benötigen Antistatikhandschuhe, deren Handflächen aus anti-statischen Kohlenstofffasern bestehen, um Blindgänger zu entschärfen.
- Bissschutzhandschuh (auch Beißschutzhandschuhe, Hundebisshandschuh) gegen Hundebisse, für den Einsatz und das Training mit Hunden, meist kevlarverstärkt und mit speziellen Bisseinlagen. Statt einem Bissschutzhandschuh wird für das Training mit Hunden aber meist ein Beißarm (Hetzmanschette) verwendet, der den ganzen Arm schützt.
- Chemikalienhandschuh, ein Schutzhandschuh, der die Hand vor Kontakten mit schädlichen Chemikalien schützt. Chemikalienhandschuhe sind nicht durchlässig.
- Datenhandschuhe reproduzieren die Bewegung der menschlichen Hand und sind Dateneingabe- und -ausgabegeräte für Virtuelle Realität zur Navigation in 3D-Simulationen; ein Beispiel im Spielebereich ist der Power Glove von Nintendo.
- Röntgenhandschuhe (auch Strahlenschutzhandschuhe oder Bleihandschuhe) werden von Ärzten (Radiologen, Chirurgen) und medizinisch-technischen Radiologieassistenten getragen, wenn sie während einer Röntgenuntersuchung am Patienten Manipulationen in der Nähe des Strahlengangs durchführen müssen. Ebenso werden Bleihandschuhe bei Arbeiten mit radioaktiven Substanzen in der Nuklearmedizin getragen. Auch für den Umgang mit sonstigen radioaktiven Stoffen oder mit radioaktivem Müll werden Bleihandschuhe getragen.
- Schnittschutzhandschuhe (Kettensägenhandschuh, Sägeschutzhandschuh, Kettensägen-Sicherheits-Handschuh) haben eine Schnittschutzeinlage auf dem Handrücken. Nach EN388 und EN 381/Klasse 1 zertifizierte Schnittschutzhandschuhe schützen bis zu einer Kettengeschwindigkeit von 20 m/s.
- Segelmacherhandschuh (seltener auch Takelhandschuh genannt; engl. sailmaker’s glove) ist ein Hilfsmittel für Näharbeiten an schwerem Segeltuch, für das Nähen von Leder und für Takelarbeiten (mit einer Metallplatte am Handballen, um damit die schwergängige, grobe Segelnadel gegen großen Widerstand vorwärts zu treiben); eigentlich handelt es sich nur um einen starken Lederriemen um Hand und Handgelenk mit einer Daumenschlinge, um eine geriffelte Metallplatte – „Stahl-Stichplatte“ – (oft mit erhöhtem Rand) richtig und sicher am Handballen zu positionieren. Der Segelmacherhandschuh hat eine ähnlich Schutzwirkung wie ein Fingerhut.
- Tarnhandschuhe (oder Camouflage-Handschuh) mit Tarnmuster, meist als Tarndruck aufgetragen, zum Tarnen der hellen Hände.
- Weiße Baumwollhandschuhe werden häufig von Zauberkünstlern, Clowns und Weihnachtsmann-Darstellern getragen. Die weißen Handschuhe ziehen, besonders wenn die Hände bewegt werden, die Blicke und die Aufmerksamkeit der Zuschauer auf sich. Weiße Handschuhe sind oft auch Teil der Paradeuniform, auch der Tambourmajor trägt meist weiße Handschuhe. Beim Schwarzlichttheater treten die Schauspieler sehr häufig mit weißen Handschuhen auf, die oft (teilweise zusammen mit dem Gesicht) das Einzige sind, was von den Schauspielern zu sehen ist.
- weiße Schneetarn-Überziehhandschuhe als Teil der Tarnkleidung in militärischen Einheiten.

#### Privatgebrauch im häuslichen Bereich

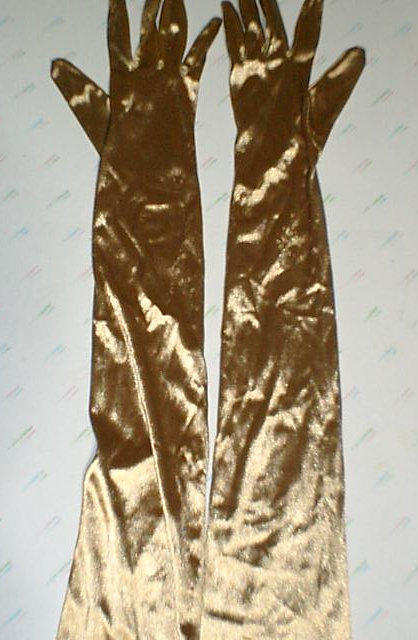
Abendhandschuhe aus Satin

- Babyhandschuhe sind wegen der sehr kleinen Finger gewöhnlich Fausthandschuhe, die meist ohne separaten Handschuhfinger für den Daumen gefertigt sind. Außer zum Schutz vor Kälte werden sie gelegentlich angezogen, um das „Sich-Kratzen“ oder das nächtliche Fingernuckeln zu unterbinden.
- Fellpflege-Handschuhe oder Striegel-Handschuhe zur Fellpflege, besonders während des Fellwechsels zum Entfernen von abgestorbenen Haaren; z. B. für Pferde, Hunde oder Kaninchen.
- Freundschaftshandschuhe oder Valentinstag-Handschuhe, in den zum Händchenhalten zwei Hände gesteckt werden können.
- Neurodermitis-Kratzhandschuhe
- Orthopädische Handschuhe als individuelle Maßanfertigungen, die bei Verletzungen oder Missbildungen der Hand angefertigt werden.
- Waschhandschuhe als Alternative zum Waschlappen; Massagehandschuhe, Peelinghandschuhe (für mechanisches Peeling) und Saunahandschuhe.

#### Formelle Kleidung

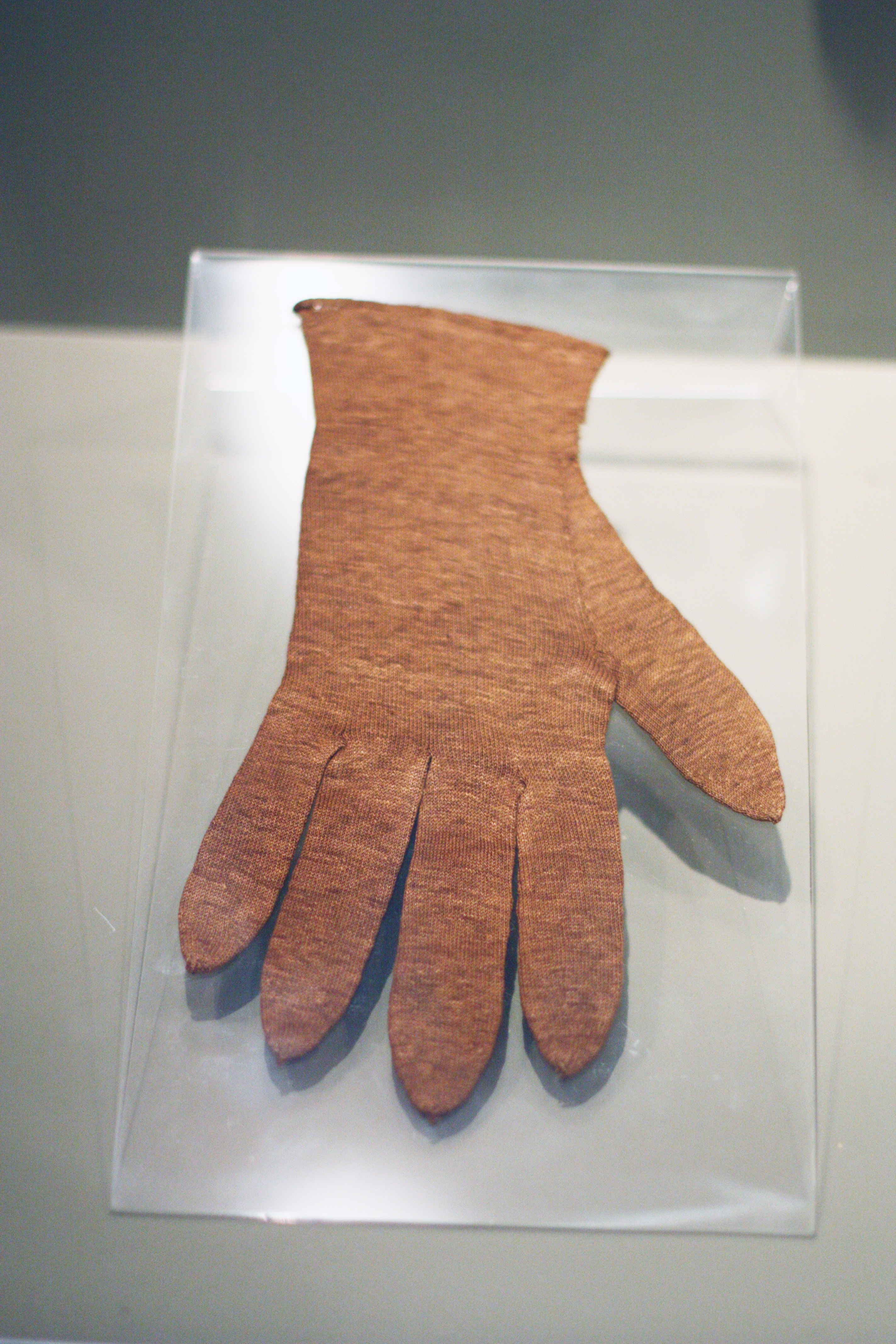
Handschuh aus Muschelseide

- Abendhandschuhe, die bis zu den Oberarmen reichen können; Beispiel: Brauthandschuhe
- Freimaurerhandschuh: Bei den Freimaurern spielen Handschuhe eine wichtige Rolle. Er symbolisiert bei ihnen die Reinigung des Lebens in Anlehnung an Psalm 24:4 („Wer unschuldige Hände hat und reinen Herzens ist“).
- Glacéhandschuh
- Pontifikalhandschuhe: Bis vor dem Zweiten Vatikanischen Konzil trugen Zelebranten im Bischofsrang (oder Priester, die durch ein besonderes Privileg die Pontifikalgewänder tragen durften, so Äbte oder Apostolische Protonotare) bei Pontifikalämtern während der Feier der heiligen Messe sogenannte Pontifikalhandschuhe. Diese hatten die liturgische Tagesfarbe[9] und mit Stickereien (jeweils einem Kreuz auf dem Handrücken) und anderem Schmuck verziert. Aufgrund der Reformen zur Vereinfachung liturgischer Gewänder sind sie nur noch selten zu sehen, meist nur noch bei der Feier der heiligen Messe im römischen Ritus in der außerordentlichen Form (der sogenannten tridentinischen Messe).
- Trauerhandschuhe sind schwarz und werden als Teil der Trauerkleidung bei Begräbnissen und auch oft in der angesetzten Trauerzeit getragen.

## Redewendungen
- „Jemandem den Fehdehandschuh hinwerfen“ – jemandem den „Krieg“ erklären.
- „Jemanden mit Glaceehandschuhen (oder: mit Samthandschuhen) anfassen“ – jemanden vorsichtig berühren oder ansprechen.

## Sonstige Handbekleidung
- Muff
- Pulswärmer, eine Mischung aus Armstulpe und Handschuh
- Der flüssige Handschuh ist kein Handschuh, sondern nur ein Handschutzschaum, der der Hand den gleichen Schutz wie ein Handschuh gewährt.